# جمعية رسالة للأعمال الخيرية
جمعية رسالة للأعمال الخيرية هي جمعية خيرية تقوم بالكثير من الأنشطة في مصر، تأسست عام 1999 كحركة طلابية في كلية هندسة جامعة القاهرة ثم أشهرت كجمعية خيرية في 29 مايو 2000. ولها العديد من الفروع التي تنتشر على مستوى الجمهورية والمتمثلة في أكثر من 67 فرع.

## تاريخها

### الانطلاقة 1999
انطلقت فكرة جمعية رسالة عن طريق محاضرات أطلقها الأستاذ الدكتور شريف عبد العظيم أستاذ كلية الهندسة بجامعة القاهرة عن أخلاقيات المهنة فتحمس مجموعة من طلبة الفرقة الثانية بقسم هندسة الإلكترونيات والاتصالات الكهربية عام 1999 وأرادوا تقديم عمل مشرف لمجتمعهم وكونوا أسرة كبيرة تعمل في الصيف باسم أسرة «رسالة» وقسمت نفسها لثلاثة مجموعات الأولى هي للعمل الخارجي مثل زيارة دور الأيتام والمسنين ومستشفى أبو الريش ومستشفى 57357 لعلاج سرطان الأطفال. الثانية للعمل الداخلي والدعاية للجمعية عن طريق إصدار جريدة أو نشر دعوة بين الأصدقاء والثالثة للدورات التعليمية بأجور رمزية. وبالرغم من صغر سن الدكتور شريف في ذلك الوقت (35 عاماً) إلا أنه استطاع استغلال طاقات شباب الهندسة.

### جمعية خيرية 2000
في فبراير 2000م، اقترحت عضوة بالأسرة تأسيس دار للأيتام لما يواجهونه من إهمال ولكن كانت الموارد منعدمة إذ أنهم ما زالوا طلاب ولكن تبرع قريب لإحدى عضوات الأسرة بأرض في حي الملك فيصل ولم يكن ممكن أن تمتلك أسرة طلابية داخل كلية الهندسة لأرض وحينها كان لابد من إشهار جمعية تابعة للتضامن الاجتماعي بوزارة التضامن الاجتماعي تمتلك هذه اللأرض، ولهذا تم إشهار جمعية رسالة، وبعدها بدأ الشباب في حملات لجمع تبرعات لبناء المبنى وبهذا تم بناء مبنى من خمس طوابق وبدأت عملية تجهيزه وتم تقسيمه إلى دار أيتام ومسجد ومركز كمبيوتر فأصبحت رسالة جمعية أهلية خيرية مشهرة برقم 444 في يناير 2001م وافتتح أول فرع لها بحي الملك فيصل.

### التوسع 2001 - الآن
كان ثاني فرع لجمعية رسالة هو فرع حي المهندسين بالجيزة في 9 يوليو 2003 عندما تبرع أحد رجال الأعمال بمبنى في المهندسين من خمس طوابق ويقوم هذا المتبرع بسداد قيمته الإيجارية التي قدرت بـ 17 ألف جنيه شهرياً وقتها وذلك حرصاً منه على تكرار النموذج، وبفضل الله ثم حماسة شباب رسالة افتتح فرع الإسكندرية عام 2004 وتبعته عشرات الفروع الأخرى في مختلف أنحاء الجمهورية وقد وصل عدد متطوعي وأعضاء الجمعية إلى 100 ألف متطوع في نهاية عام 2008.

## فروعها
توجد لجمعية رسالة فروع عديدة في أنحاء الجمهورية (قرابة 67) منها:
- في القاهرة: فيصل، المهندسين، {الدقي ش/ مصدق } المعادي، مصر الجديدة، 6 أكتوبر، مدينة نصر، حلوان،
- في الإسكندرية: الإسكندرية،
- في الدقهلية: المنصورة، ميت غمر، السنبلاوين، بلقاس،شربين، دكرنس، ميت سلسيل، المنزلة، أجا،
- في الغربية: طنطا، زفتى، المحلة الكبرى،
- في الشرقية: الزقازيق، بلبيس، منيا القمح، الإبراهيمية، فاقوس، كوم حمادة، ديرب نجم
- في القليوبية: بنها، القناطر الخيرية، طوخ،
- في البحيرة: دمنهور، أبو حمص، الحوامدية، أبو المطامير،
- في المنوفية: قويسنا، شبين الكوم،

السويس، العاشر من رمضان، شبرا الخيمة، الفيوم، بني سويف، سوهاج، الأقصر، قنا، الغردقة، بيلا، ههيا، مغاغة، بني مزار، ملوى، الفشن، إسنا، القصير، الصف، رأس غارب، الغار، الوادي الجديد، أسيوط، أرمنت، دسوق، كوم أمبو، دمياط، كفر سعد، الإسماعيلية، بورسعيد، (محافظة) مطروح.

## بعض أنشطة الجمعية

### الأم والأب والأسرة البديلة
حيث يكون لكل طفل يتيم بالدار أسرة من المتطوعين، الرعاية الشاملة للطفل داخل الأسرة الحاضنة أو البديلة يكونوا بمثابة الأم والأب أوالأخوة والأخوات له، يقومون بزيارته دوريا ورعايته معنويا ومساعدته في الاستذكار والترويح عنه.

### مساعدات الأسر الفقيرة
حيث يقوم الشباب المتطوعون في الجمعية (شباب الخير) بمساعدة مئات الأسر الفقيرة بـ
- شنط غذاء شهرية
- إقامة مشاريع إنتاجية تغني الأسر عن السؤال وتفي باحتياجاتها
- مساعدات طبية متنوعة
- دفع مصاريف ومستلزمات التعليم
- تجهيز عرائس (أثاث منزلي وأجهزة منزلية وغيرهم)

### دروس تقوية مجانية
وهي تعمل علي تقديم المساعدات لغير القادرين من الطلاب لمواجهة جشع الدروس الخصوصية ويقوم به مجموعة من المتطوعين المتميزين ف المواد التعليمية

### محو الأمية
تدريس مناهج محو الأمية داخل فروع الجمعية وقد جذب هذا النشاط الكثير من المتسربين من التعليم حصلوا على شهادات محو الأمية.

### الزيارات الخارجية
يتدفق نهر الخير خارج رسالة لمساعدة المؤسسات الخيرية ولزيارة دور الأيتام ومستشفيات الأطفال ودور المسنين ومستشفيات الأورام.

### خدمات المكفوفين
تسجيل الكتب الدراسية على شرائط كاسيت- المساعدة في عمل رسائل الماجيستير والدكتوراه - مرافقتهم في المكاتب ومشاوريهم الخاصة - دورات الكومبيوتر واللغات ودروس التقوية للمكفوفين.

### رعاية الصم وضعاف السمع
يقوم نشاط رعاية الصم والبكم برعاية الصم وأسر الصم عن طريق توفير احتياجاتهم ويهدف النشاط إلى دمج الصم بالمجتمع المصري عن طريق تدريس لغة الإشارة للمطوعين ويقوم النشاط بتدريس الكومبيوتر والمناهج الدراسية للصم والبكم عن طريق لغة الإشارة - القيام برحلات وحفلات ترفيهية- والمساهمة في عمليات زراعة القوقعة - وعمل جلسات تخاطب لضعاف السمع وتوفير الكثير من احتياجات الصم وأسرهم .

### رعاية المعاقين ذهنياً
عمل جلسات تخاطب وعلاج داخل رسالة - القيام برحلات وحفلات ومعسكرات داخلية وخارجية بغرض الترفيه .

### معارض الملابس المستعملة
يقوم شباب الخير بجمع الملابس المستعملة وتجهيزها وعرضها في معارض رسالة الخيرية.

### الورشة الفنية
يستغل شباب الخير مهاراتهم الفنية في عمل منتجات فنية يخصص دخلها لأعمال الخير.

### القوافل الطبية
حيث يقوم بالعلاج والكشف
المجاني.

### بنك المتبرعين بالدم
آلاف المتبرعين بالدم من شباب الخير يتبرعون بالدم لصالح الحالات الحرجة وقد تم بحمد الله إنقاذ عشرات الحالات.

### مركز رسالة التدريبي
آلاف المستفيدين من دورات كمبيوتر وتنمية بشرية في كل المجالات ويقوم على توصيلها متطوعون متخخصون.

### حملة كساء 2 مليون محتاج في العيد
نظمت الجمعية حملة ضخمة في عام 2008 م للتبرع بالملابس لتوفير ملابس العيد لنصف مليون يتيم ومحتاج في مصر ولاقت الحملة نجاحاً كبيراً فزاد كساء المحتاجين من نصف مليون إلى مليونين وتكرر مرتين سنويا
ببركة الله.

### قوافل المساعدات
و تشمل :
- القوافل الخارجية : حيث تقوم الفروع بعمل قوافل للأماكن الفقيرة خارج القاهرة والإسكندرية ومساعدة الأسر وقد تشمل المساعدات نشاط واحد (مساعدات عينية فقط أو تجهيز عرائس فقط أو عمل وصلات مياه) أو قد تشمل عدة أنشطة
- القوافل الدخلية : وهي مثل القوافل الخارجية إلا أنها تكون داخل القاهرة والإسكندرية أي داخل نطاق الفروع
- قوافل إدارة المحافظات : حيث تقوم إدارة فروع المحافظات بعمل قوافل شهرية لفروعها في المحافظات المختلفة وتشمل القوافل على كل الأنشطة (مساعدات عينية - تجهيز عرائس - عمل وصلات مياه - تركيب أسقف - مشاريع صغيرة للأسر - دعاية - بناء غرف وحمامات - إعمار مساجد - تجميل شوارع ومدارس - خدمة مكفوفين - تنمية بشرية - قافلة طبية) ويقوم بكل ذلك مجموعة من المتطوعين من أنحاء الجمهورية المختلفة وتستمر القافلة لمدة يومين أو أكثر .

## وصلات خارجية
- الموقع الرسمي لجمعية رسالة